# Comuna Mârzănești, Teleorman
Mârzănești este o comună în județul Teleorman, Muntenia, România, formată din satele Cernetu, Mârzănești (reședința), Teleormanu și Valea Părului. Aici locuiesc aproximativ 3.000 de locuitori, majoritatea având vârsta cuprinsă între 35 si 60 de ani.

## Geografie
Este localizată de-a lungul râului Teleorman, cu debit mic, aflat în imediata vecinătate. Poziția geografică a reprezentat un factor major în prevenirea inundațiilor provocate de ploile abundente, însă căldura produce în fiecare vară daune majore grădinilor. 
Vegetația se încadrează în zona de silvostepă. Din masivele păduri de altădată au mai rămas doar exemplare izolate de copaci. Au fost defrișate conștient de către proprietari pentru a face loc culturilor agricole. In peticele de păduri care au mai rămas întâlnim stejar, ulm, frasin, și salcâm. In luncă se afla puțini arbori de esență moale: sălcii și plopi. 
În această comună se acordă foarte puțină atenție pomilor fructiferi, lipsind livezile întinse, conturate. În privința vegetației ierboase cele mai răspândite specii sunt: pirul gros, mohorul, firuța, albăstreaua, nemțișorul, troscotul, lucerna, ghizdeiul, rugii etc. 
Cele mai frecvente plante de cultură care dau recolte bune sunt: grâul, porumbul, floarea soarelui, ricinul și orzul".
Ocupația localnicilor este în mare parte legată de agricultură.

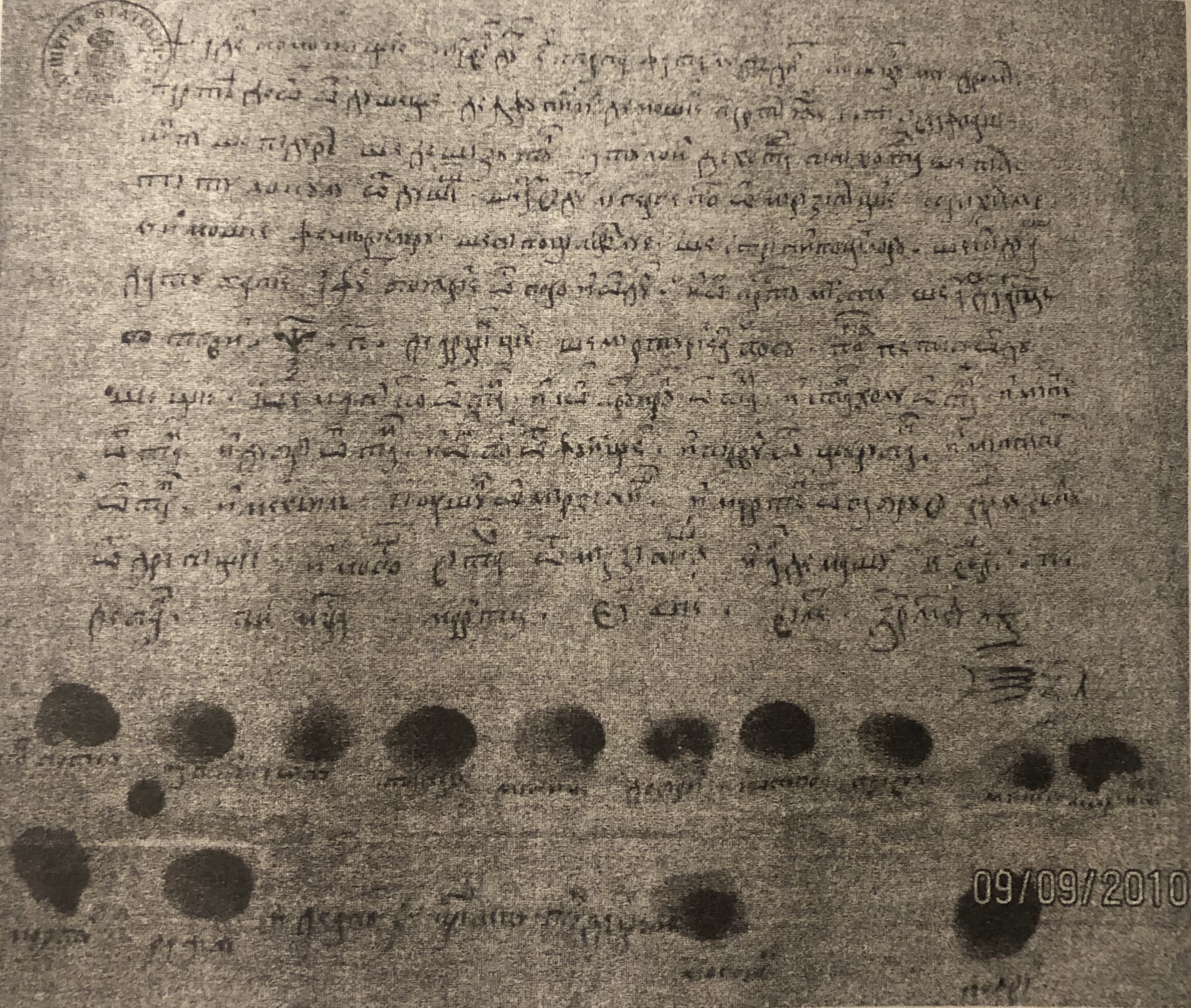
Atestare documentară a satului Cernetu

## Transport
Cele patru sate sunt legate de capitala București și de Alexandria prin mijloace de transport în comun (autobuz).

## Învățământ
Cu trecerea timpului, unitățile de învățământ au fost închise din cauza populației în scădere. Mai există o singură școală ce șlefuiește viitorul tinerilor elevi din cele patru sate: Școala Gimnazială Nr.1 Mârzănești.

### Istoricul școlii
În anul 1899, școala avea o singură clasă, clasa I, în care au fost înscriși 48 de copii de vârste diferite, născuți din 1890 până în 1896, dovadă că școlarizarea acestora nu s-a făcut la timpul potrivit. 
Treptat au fost acoperite toate cele 4 clase, în anul școlar 1905-1906, când în clasa I s-au înscris 46 copii, din care au frecventat numai 15. Interesantă era situația la clasa a IV-a care avea un singur elev, care a reușit să promoveze.
Primii învățători au fost I. Georgescu (1904-1905) și Dumitru Popescu.

## Cultură
Căminele culturale aveau să joace un anumit rol în viața spirituală a satelor din acestă comună atât în perioada interbelică, cât și în anji comunismului. Căminul Cultural Pielea (Teleormanu) s-a înființat la 20 octombrie 1935 din inițiativa învățătorului Constantin Gh. Ioan. S-au pus și bazele unei biblioteci comunale, cu 350 volume.

## Lăcașuri de cult

### Religii predominante în localitate
Orientarea religioasă a majorității locuitorilor este de creștini-ortodocși.

### Biserica Mârzănești
Construcția bisericii cu hramul Sfântul Dumitru și Sfânta Paraschiva din Mârzănești a început în 1923 și a durat 7 ani. S-a făcut din fonduri donate de locuitori în frunte cu Ecaterina și Dumitru Dumitriu, proprietarii moșiei din sat. 
Nu avem informații certe unde a fost biserica anterioară, construită din lemn. Este posibil să fi fost construită mai în sus, acolo unde se află cimitirul. La sfințirea actualei, în 1930, printre săteni circula știrea că satul Mârzănești, cu istorie veche, și-a luat numele de la Mârzea Dogaru, care în secolul al XVII-lea a strâns bani pentru construcția bisericii. 
De aici deducem că satul a avut biserică încă din secolul al XVII-lea. Biserica din Mârzănești este în formă de cruce cu o turlă pe acoperi și încă o sfântă cruce în partea de răsărit, tot pe acoperiș. Pictura respectă stilul bizantin în tempera. În fată sunt zugrăviți Sf. Dumitru, Sf. Parascheva și Sf. Nicolae. Pridvorul era susținut de șase stâlpi de ciment, legați între ei de vergele metalice.

## Demografie
Componența etnică a comunei Mârzănești
     Români (87,47%)
     Romi (1,94%)
     Alte etnii (10,59%)
Componența confesională a comunei Mârzănești
     Ortodocși (85,28%)
     Creștini după evanghelie (2%)
     Alte religii (1,81%)
     Necunoscută (10,91%)
Conform recensământului efectuat în 2021, populația comunei Mârzănești se ridică la 3.200 de locuitori, în scădere față de recensământul anterior din 2011, când fuseseră înregistrați 3.885 de locuitori. Majoritatea locuitorilor sunt români (87,47%), cu o minoritate de romi (1,94%). Din punct de vedere confesional, majoritatea locuitorilor sunt ortodocși (85,28%), cu o minoritate de creștini după evanghelie (2%), iar pentru 10,91% nu se cunoaște apartenența confesională.

## Istorie
La sfârșitul secolului al XIX-lea, satul Mârzănești era parte a comunei Pielea (actualmente, satul Teleormanu). Comuna Pielea făcea parte din plasa Marginea a județului Teleorman și era alcătuită din satele Mârzănești, Pielea de Jos, Pielea de Sus (reședința) și Purani, cu o populație de 1846 de locuitori. În comună exista o școală mixtă cu 21 de elevi și patru biserici, una în fiecare sat. La acea vreme, pe teritoriul actual al comunei, în aceiași plasă funcționa și comuna Atârnați, care era formată din satele Atârnați și Puținelu, cu o populație de 1592 de locuitori. În comună funcționa o școală mixtă și două biserici.
Anuarul Socec din 1925 consemnează comunele în plasa Alexandria a aceluiași județ și cu o populație de 2432 de locuitori (în comuna Atârnați, cu satele Atârnați, Groseni și Puținelu), și 3560 de locuitori (în comuna Pielea).
În anul 1950, comuna a trecut în administrația raionului Alexandria al regiunii Teleorman, raion care, doi ani mai târziu, a fost inclus în regiunea București. În timp, satele Pielea de Jos și Pielea de Sus au fost comasate și au format satul Pielea, iar satul Purani a dispărut.
În anul 1964, comuna Atârnați primește numele de Cernetu, comuna Pielea primește numele de Teleormanu iar satul Puținelu din comuna Pielea, a primit numele de Valea-Părului., iar în anul 1968, comuna a trecut la județul Teleorman, în actuala structură, Tot atunci, au fost desființate comunele Cernetu și Teleormanu, și au fost contopite cu satul Mârzănești, care au format împreună comuna Mârzănești.

## Politică și administrație
Comuna Mârzănești este administrată de un primar și un consiliu local compus din 13 consilieri. Primarul, Liviu-Adrian Mazilu[*], de la Partidul Social Democrat, este în funcție din 1 noiembrie 2024. Începând cu alegerile locale din 2024, consiliul local are următoarea componență pe partide politice:
|  | Partid                    | Consilieri | Componența Consiliului | Componența Consiliului | Componența Consiliului | Componența Consiliului | Componența Consiliului | Componența Consiliului | Componența Consiliului |
|  | ------------------------- | ---------- | ---------------------- | ---------------------- | ---------------------- | ---------------------- | ---------------------- | ---------------------- | ---------------------- |
|  | Partidul Social Democrat  | 7          |                        |                        |                        |                        |                        |                        |                        |
|  | Partidul Național Liberal | 6          |                        |                        |                        |                        |                        |                        |                        |

## Monumente istorice
Trei monument istorice se găsesc în comuna Mârzănești, toate localizate în satul Cernetu și datate din anul 1832, printre care: Ansamblul Bisericii "Adormirea Maicii Domnului", biserica și turnul clopotniței.